# Галла Плацидія
Елія Галла Плацидія (лат. Aelia Galla Placidia, 390 — 450) — дружина римського імператора Констанція III.

## Біографія

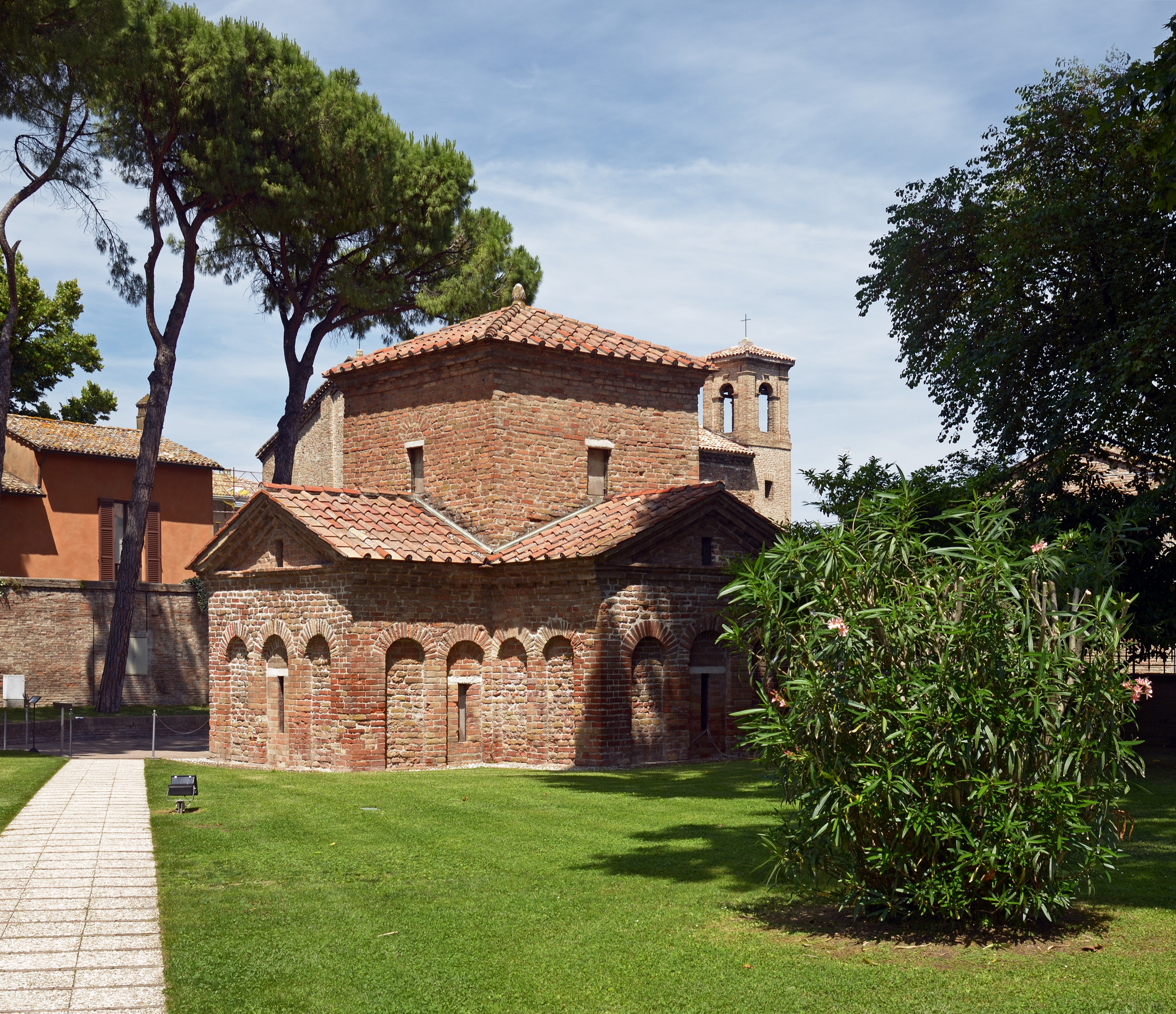
Mausoleum of Galla Placidia. Ravenna, Italy

Була донькою Феодосія I та Галли, доньки Валентиніана II. Народилася у Константинополі. Вже у 394 році померла її мати, а у 395 році — батько. Тоді ж вона опинилася в Італії разом із своїм братом Гонорієм, який став імператором. Вона мешкала здебільшого у Равенні та Римі. У 405 році відбулися заручини Плацидії із Євхерієм, сином військового очільника Захода Стіліхона. Втім у 408 році останнього та його родину було знищено за наказом імператора.
У 410 році Аларіх захопив Рим, а разом із цим й Галлу Плацидію. В його обозі вона попрямувала на південь Італії, де вождь вестготів й помер. З новим королем вестготів Атаульфом Галла вирушила до Галлії. Тут деякий час мешкала як полонянка. Зрештою у 414 році  у місті Нарбонн стала дружиною короля Атаульфа. Від цього шлюбу народився син, який незабаром помер. У 415 році розпочалася війна вестготів з римлянами, під час якої Атаульф загинув.
Після цього Галла Плацидія повертається до Італії. 1 січня 417 року за наказом брата Гонорія було укладено шлюб поміж Галлою Плацидією та головним військовиком Західної Римської імперії Констанцієм. Невдовзі вона народила доньку. 8 лютого 421 року Констанцій та Галла стали Августами та співволодарями Гонорія. Втім вже 2 вересня цього ж року імператор Констацій III помер. Невдовзі після цього Плацидія посварилася зі своїм братом Гонорієм й у 423 році приїхала до Константинополя. Тут вона пробула недовго, адже 27 серпня 423 Гонорій помер, залишивши імператорську владу небожеві Валентиніану, сину Галли Плацидії.
По поверненню саме Галла Плацидія стала фактичним очільником Гесперійської (Західної Римської) імперії, а Валентиніан III був номінальним володарем. У 427 році внаслідок невірної політики Плацидії вибухнуло повстання намісника Африки Боніфація. Все це послабило захист півдня імперії, а спроби залагодити конфлікт виявилися невдалими. В результаті у 429 році вандали вдерлися до Африки, а у 435 році повністю захопили Мавретанію та Нумідію. У 435 році Галла Плацидія призначила Аеція головним військовим очільником Гесперії. З цього моменту вплив Плацидії почав зменшуватися, а вплив Аеція посилюватися. Померла Галла Плацидія 27 листопада 450 року у Римі.

## Родина
1. Чоловік — Атаульф, король вестготів у 412—415 роках.
Діти:
- Феодосій

2. Чоловік — Констанцій III, імператор у 421 році.
Діти:
- Гонорія Юста Грата Августа
- Валентиніан III